# 萨费特·苏希奇
萨费特·苏希奇（發音：[sǎfet sûʃitɕ]；1955年4月13日—），波斯尼亚和黑塞哥维那男子足球运动员。他曾代表南斯拉夫参加1982年和1990年国际足联世界杯。他也曾担任波黑国家队的主教练。